# The Archives Vol. 1 1963–1972
The Archives Vol. 1 1963-1972 es una caja recopilatoria del músico canadiense Neil Young, publicada por la compañía discográfica Reprise Records en junio de 2009.

## Trasfondo
The Archives Vol. 1 1963-1972 es el primero de varios proyectos publicados bajo la serie Neil Young Archives, que cronifican la carrera musical de Neil Young al completo. La caja, que ganó el Grammy a la mejor presentación en caja o edición especial limitada, incluyó material previamente publicado así como canciones inéditas de los primeros diez años de la carrera de Young, que abarcan sus años en Winnipeg con The Squires, Buffalo Springfield, Crosby, Stills & Nash y sus primeros discos en solitario. La edición será acompañada en el futuro por otros volúmenes que recojan el resto de la trayectoria musical de Young.
Tras varios intentos por editar el material en las mejores condiciones de calidad de audio, Young publicó  The Archives Vol. 1 1963-1972 en tres formatos: CD, DVD y Blu-Ray. Las ediciones en DVD y Blu-Ray incluyen 10 discos y un libro de 236 páginas en una caja de cartón; por otra parte, la edición en formato CD incluye 8 discos (los discos 00 y 01 son incorporados en un único disco y el disco 09 es eliminado) y un libreto de tamaño CD. Además, cada contenido de The Archives Vol. 1 1963-1972 puede ser adquirido de forma individual a través de Warner Bros. De forma adicional, la pre-compra de cualquiera de los tres ediciones desde la tienda de Warner Bros. incluye un sencillo de 7" con "Aurora" y "Mustang", incluidos en el disco 00. Las publicaciones en DVD y Blu-Ray incluyen una tarjeta con un código para la descarga en formato MP3 de los temas incluidos en la caja.
De los 138 temas incluidos en The Archives, Vol. 1, 47 de ellos, entre los que se incluyen versiones en directo y mezclas alternativas de canciones anteriormente publicadas, son inéditos. 13 de las canciones nunca fueron publicadas anteriormente bajo ningún formato.
El formato de audio en la edición Blu-Ray es presentado en estéreo 24-bit/192 kHz, con la excepción del largometraje Journey Through the Past, que incluye sonido DTS Surround y estéreo de 24-bits/96 kHz. La versión en DVD incluye sonido en estéreo de 24-bits/96 kHz, mientras que la versión en CD está presentada en formato 16-bit/44.1 kHz.
El contenido de The Archives Vol. 1 1963-1972 fue estrenado en un especial para la revista Clash por el editor Simon Harper el 28 de abril de 2009.

## Recepción
Tras su lanzamiento, The Archives Vol. 1 1963–1972 obtuvo en general buenas reseñas de la prensa musical, con una media ponderada de 92 sobre 100 en la web Metacritic basada en trece reseñas. Stephen Thomas Erlewine de Allmusic escribió: «No solo la espera vale la pena, Archives parece que estuvo haciéndose durante veinte años. Es un trabajo extraordinario que redefine lo que una autobiografía debe ser». La revista Mojo valoró positivamente el sonido, «especialmente considerando la edad y el estado de la tecnología de algunas de las grabaciones. Laas canciones, también, son invariablemente excelentes». Will Hermes, en su crónica para la revista Rolling Stone, criticó la inclusión del largometraje Journey Through the Past, pero valoró positivamente el resto de la caja: «Por la altura del periodo que se relata, Young estuvo a cargo de cuatro de los mejores actos del rock: Crosby, Stills, Nash & Young, Crazy Horse, el equipo de Harvest, The Stray Gators (con Linda Ronstadt y James Taylor), y su faceta folk en solitario. Una vez que empiezas a buscar en los submenús fotografías raras, recortes de prensa amarillentos, portadas de discos de 45 RPM de importación y raras entrevistas de radio, te encuentras de repente que el sol se ha puesto y que la tetera se ha recalentado. E imagina: esto representa solamente una cuarta parte del trabajo de un hombre». Rob Brunner, de Entertainment Weekly, lo definió como «un embalaje impresionante», aunque criticó que se incluyeran canciones previamente publicadas.
A pesar del elevado precio de la caja, The Archives Vol. 1 1963-1972 entró en varias listas estadounidenses: alcanzó el puesto 102 en la lista Billboard 200 y el 37 en la lista Top Rock Albums.

## Lista de canciones
Todas las canciones interpretadas por Neil Young excepto donde se anota.

| Disco 00: Early Years (1963-1965) |                                                           |                           |          |  |
| N.º                               | Título                                                    | Intérprete                | Duración |  |
| 1.                                | «Aurora» (Mono, del sencillo de 45 RPM)                   | The Squires               | 2:07     |  |
| 2.                                | «The Sultan» (Mono, del sencillo de 45 RPM)               | The Squires               | 2:32     |  |
| 3.                                | «I Wonder» (Canción inédita)                              | The Squires               | 2:21     |  |
| 4.                                | «Mustang» (Canción inédita)                               | The Squires               | 2:23     |  |
| 5.                                | «I'll Love You Forever» (Canción inédita)                 | The Squires               | 3:22     |  |
| 6.                                | «(I'm a Mad And) I Can't Cry» (Canción inédita)           | The Squires               | 2:30     |  |
| 7.                                | «Hello Lonely Woman» (Canción inédita)                    | Neil Young & Comrie Smith | 3:57     |  |
| 8.                                | «Casting Me Away From You» (Canción inédita)              | Neil Young & Comrie Smith | 2:13     |  |
| 9.                                | «There Goes My Babe» (Canción inédita)                    | Neil Young & Comrie Smith | 2:23     |  |
| 10.                               | «Sugar Mountain» (Demo, canción inédita)                  |                           | 2:43     |  |
| 11.                               | «Nowadays Clancy Can't Even Sing» (Demo, canción inédita) |                           | 3:05     |  |
| 12.                               | «Runaround Babe» (Canción inédita)                        |                           | 2:39     |  |
| 13.                               | «The Ballad of Peggy Grover» (Canción inédita)            |                           | 2:48     |  |
| 14.                               | «The Rent is Always Due» (Canción inédita)                |                           | 2:54     |  |
| 15.                               | «Extra, Extra» (Canción inédita)                          |                           | 2:41     |  |
| 16.                               | «I Wonder» (Tema oculto)                                  | The Squires               |          |  |
| 17.                               | «Nowadays Clancy Can't Even Sing» (Tema oculto)           | Buffalo Springfield       |          |  |

| Disco 01: Early Years (1966-1968) |                                                                                        |                     |          |  |
| N.º                               | Título                                                                                 | Intérpretes         | Duración |  |
| 1.                                | «Flying on the Ground Is Wrong»                                                        |                     | 3:08     |  |
| 2.                                | «Burned» (Del álbumálbumes Buffalo Springfield)                                        | Buffalo Springfield | 2:16     |  |
| 3.                                | «Out of My Mind» (Del álbum Buffalo Springfield)                                       | Buffalo Springfield | 3:05     |  |
| 4.                                | «Down, Down, Down»                                                                     |                     | 2:11     |  |
| 5.                                | «Kahuna Sunset»                                                                        | Buffalo Springfield | 2:52     |  |
| 6.                                | «Mr. Soul»                                                                             | Buffalo Springfield | 2:44     |  |
| 7.                                | «Sell Out» (Canción inédita)                                                           | Buffalo Springfield | 1:40     |  |
| 8.                                | «Down to the Wire» (Del álbum Decade)                                                  |                     | 2:29     |  |
| 9.                                | «Expecting to Fly» (Del álbum Buffalo Springfield Again)                               | Buffalo Springfield | 3:45     |  |
| 10.                               | «Slowly Burning» (Instrumental, canción inédita)                                       |                     | 2:58     |  |
| 11.                               | «One More Sign»                                                                        |                     | 2:01     |  |
| 12.                               | «Broken Arrow» (Del álbum Buffalo Springfield Again)                                   | Buffalo Springfield | 6:13     |  |
| 13.                               | «I Am a Child» (Del álbum Last Time Around)                                            | Buffalo Springfield | 2:19     |  |
| 14.                               | «Do I Have to Come Right Out and Say It?» (Tema oculto, del álbum Buffalo Springfield) | Buffalo Springfield |          |  |
| 15.                               | «Flying on the Ground is Wrong» (Tema oculto)                                          | Buffalo Springfield |          |  |
| 16.                               | «For What It's Worth» (Tema oculto, del álbum Buffalo Springfield)                     | Buffalo Springfield |          |  |
| 17.                               | «This Is It!» (Tema oculto)                                                            | Buffalo Springfield |          |  |

| Disco 02: Topanga 1 (1968-1969) |                                                                               |                          |          |  |
| N.º                             | Título                                                                        | Intérprete               | Duración |  |
| 1.                              | «Everybody Knows This Is Nowhere» (Sencillo promocional de 45 RPM)            |                          | 2:15     |  |
| 2.                              | «The Loner» (Del álbum Neil Young)                                            |                          | 3:50     |  |
| 3.                              | «Birds» (Versión inédita)                                                     |                          | 2:15     |  |
| 4.                              | «What Did You Do To My Life» (Mezcla inédita)                                 |                          | 1:53     |  |
| 5.                              | «The Last Trip to Tulsa» (Del álbum Neil Young)                               |                          | 9:27     |  |
| 6.                              | «Here We Are in the Years» (Del álbum Neil Young)                             |                          | 3:17     |  |
| 7.                              | «I've Been Waiting for You» (Mezcla inédita)                                  |                          | 2:28     |  |
| 8.                              | «The Old Laughing Lady» (Del álbum Neil Young)                                |                          | 6:00     |  |
| 9.                              | «I've Loved Her So Long» (Del álbum Neil Young)                               |                          | 2:44     |  |
| 10.                             | «Sugar Mountain» (Estéreo, versión inédita)                                   |                          | 6:16     |  |
| 11.                             | «Nowadays Clancy Can't Even Sing» (En directo, versión inédita)               |                          | 5:21     |  |
| 12.                             | «Down By the River» (Del álbum Everybody Knows This Is Nowhere)               | Neil Young & Crazy Horse | 9:17     |  |
| 13.                             | «Cowgirl in the Sand» (Del álbum Everybody Knows This Is Nowhere)             | Neil Young & Crazy Horse | 10:06    |  |
| 14.                             | «Everybody Knows This Is Nowhere» (Del álbum Everybody Knows This Is Nowhere) | Neil Young & Crazy Horse | 2:29     |  |
| 15.                             | «The Emperor of Wyoming» (Tema oculto, del álbum Neil Young)                  |                          |          |  |

| Disco 03: Live at the Riverboat (Toronto 1969) |                                                     |          |  |
| N.º                                            | Título                                              | Duración |  |
| 1.                                             | «Emcee Intro. / Sugar Mountain Intro»               | 1:18     |  |
| 2.                                             | «Sugar Mountain»                                    | 5:34     |  |
| 3.                                             | «Incredible Doctor Rap»                             | 3:10     |  |
| 4.                                             | «The Old Laughing Lady»                             | 5:14     |  |
| 5.                                             | «Audience Observation / Dope Song / Band Names Rap» | 2:59     |  |
| 6.                                             | «Flying on the Ground is Wrong»                     | 3:58     |  |
| 7.                                             | «On the Way Home Intro»                             | 0:25     |  |
| 8.                                             | «On the Way Home»                                   | 2:40     |  |
| 9.                                             | «Set Break / Emcee Intro.»                          | 1:20     |  |
| 10.                                            | «I've Loved Her So Long»                            | 2:13     |  |
| 11.                                            | «Allen A-Dale Rap»                                  | 2:13     |  |
| 12.                                            | «I Am a Child»                                      | 2:27     |  |
| 13.                                            | «1956 Bubblegum Disaster»                           | 2:04     |  |
| 14.                                            | «The Last Trip to Tulsa»                            | 7:00     |  |
| 15.                                            | «Words Rap»                                         | 2:14     |  |
| 16.                                            | «Broken Arrow»                                      | 4:38     |  |
| 17.                                            | «Turn Down the Lights Rap»                          | 0:53     |  |
| 18.                                            | «Whiskey Boot Hill»                                 | 2:22     |  |
| 19.                                            | «Expecting to Fly Intro»                            | 0:54     |  |
| 20.                                            | «Expecting to Fly»                                  | 2:55     |  |

| Disco 04: Topanga 2 (1969-1970) |                                                                                     |                              |          |  |
| N.º                             | Título                                                                              | Intérprete(s)                | Duración |  |
| 1.                              | «Cinnamon Girl» (Del álbum Everybody Knows This Is Nowhere)                         | Neil Young & Crazy Horse     | 3:00     |  |
| 2.                              | «Running Dry (Requiem for The Rockets)» (Del álbum Everybody Knows This Is Nowhere) | Neil Young & Crazy Horse     | 5:35     |  |
| 3.                              | «Round and Round (It Won't Be Long)» (Del álbum Everybody Knows This Is Nowhere)    | Neil Young & Crazy Horse     | 5:54     |  |
| 4.                              | «Oh Lonesome Me» (Del álbum Everybody Knows This Is Nowhere)                        | Neil Young & Crazy Horse     | 4:00     |  |
| 5.                              | «Birds» (Estéreo, del sencillo de 45 RPM)                                           |                              | 1:57     |  |
| 6.                              | «Everybody's Alone» (Canción inédita)                                               | Neil Young & Crazy Horse     | 2:31     |  |
| 7.                              | «I Believe in You» (Del álbum After the Gold Rush)                                  | Neil Young & Crazy Horse     | 3:28     |  |
| 8.                              | «Sea of Madness» (Del álbum Woodstock: Music from the Original Soundtrack)          | Crosby, Stills, Nash & Young | 3:16     |  |
| 9.                              | «Dance Dance Dance» (Versión inédita)                                               | Neil Young & Crazy Horse     | 2:24     |  |
| 10.                             | «Country Girl» (Del álbum Déjà Vu)                                                  | Crosby, Stills, Nash & Young | 5:11     |  |
| 11.                             | «Helpless» (Mezcla inédita)                                                         | Crosby, Stills, Nash & Young | 3:45     |  |
| 12.                             | «It Might Have Been» (En directo, versión inédita)                                  | Neil Young & Crazy Horse     | 4:18     |  |
| 13.                             | «I Believe in You» (Tema oculto, mezcla inédita)                                    |                              |          |  |
| 14.                             | «I've Loved Her So Long» (Tema oculto, versión en directo inédita)                  |                              |          |  |

| Disco 05: Live at the Fillmore East (New York 1970) |                                   |                          |          |  |
| N.º                                                 | Título                            | Intérprete(s)            | Duración |  |
| 1.                                                  | «Everybody Knows This Is Nowhere» | Neil Young & Crazy Horse | 3:36     |  |
| 2.                                                  | «Winterlong»                      | Neil Young & Crazy Horse | 3:40     |  |
| 3.                                                  | «Down By the River»               | Neil Young & Crazy Horse | 12:22    |  |
| 4.                                                  | «Wonderin'»                       | Neil Young & Crazy Horse | 3:55     |  |
| 5.                                                  | «Come On Baby, Let's Go Downtown» | Neil Young & Crazy Horse | 3:51     |  |
| 6.                                                  | «Cowgirl in the Sand»             | Neil Young & Crazy Horse | 16:09    |  |

| Disco 06: Topanga 3 (1970) |                                                                                 |                              |          |  |
| N.º                        | Título                                                                          | Intérprete(s)                | Duración |  |
| 1.                         | «Tell Me Why» (Del álbum After the Gold Rush)                                   |                              | 2:57     |  |
| 2.                         | «After the Gold Rush» (Del álbum After the Gold Rush)                           |                              | 3:46     |  |
| 3.                         | «Only Love Can Break Your Heart» (Del álbum After the Gold Rush)                |                              | 3:09     |  |
| 4.                         | «Wonderin'» (Versión inédita)                                                   |                              | 2:10     |  |
| 5.                         | «Don't Let It Bring You Down» (Del álbum After the Gold Rush)                   |                              | 2:57     |  |
| 6.                         | «Cripple Creek Ferry» (Del álbum After the Gold Rush)                           |                              | 1:34     |  |
| 7.                         | «Southern Man» (Del álbum After the Gold Rush)                                  |                              | 5:31     |  |
| 8.                         | «'Till the Morning Comes» (Del álbum After the Gold Rush)                       |                              | 1:16     |  |
| 9.                         | «When You Dance I Can Really Love» (Del álbum After the Gold Rush)              |                              | 3:46     |  |
| 10.                        | «Ohio» (Estéreo, del sencillo de 45 RPM)                                        |                              | 3:00     |  |
| 11.                        | «Only Love Can Break Your Heart» (En directo, versión inédita)                  | Crosby, Stills, Nash & Young | 4:15     |  |
| 12.                        | «Tell Me Why» (En directo, versión inédita)                                     | Crosby, Stills, Nash & Young | 5:41     |  |
| 13.                        | «Music Is Love» (Del álbum If I Could Only Remember My Name)                    | Crosby, Stills, Nash & Young | 3:20     |  |
| 14.                        | «See the Sky About to Rain» (En directo, versión inédita)                       |                              | 3:56     |  |
| 15.                        | «Don't Let It Bring You Down» (Tema oculto, del álbum After the Gold Rush)      |                              |          |  |
| 16.                        | «When You Dance I Can Really Love» (Tema oculto, del álbum After the Gold Rush) |                              |          |  |
| 17.                        | «Birds» (Tema oculto, del álbum After the Gold Rush)                            |                              |          |  |

| Disco 07: Live at Massey Hall (Toronto, 1971) |                                            |          |  |
| N.º                                           | Título                                     | Duración |  |
| 1.                                            | «On the Way Home»                          | 3:42     |  |
| 2.                                            | «Tell Me Why»                              | 2:29     |  |
| 3.                                            | «Old Man»                                  | 4:57     |  |
| 4.                                            | «Journey Through the Past»                 | 4:15     |  |
| 5.                                            | «Helpless»                                 | 4:16     |  |
| 6.                                            | «Love in Mind»                             | 2:47     |  |
| 7.                                            | «A Man Needs a Maid/Heart of Gold (Suite)» | 6:39     |  |
| 8.                                            | «Cowgirl in the Sand»                      | 3:45     |  |
| 9.                                            | «Don't Let It Bring You Down»              | 2:46     |  |
| 10.                                           | «There's a World»                          | 3:33     |  |
| 11.                                           | «Bad Fog of Loneliness»                    | 3:27     |  |
| 12.                                           | «The Needle and the Damage Done»           | 3:55     |  |
| 13.                                           | «Ohio»                                     | 3:40     |  |
| 14.                                           | «See the Sky About to Rain»                | 4:05     |  |
| 15.                                           | «Down By the River»                        | 4:08     |  |
| 16.                                           | «Dance Dance Dance»                        | 5:48     |  |
| 17.                                           | «I Am a Child»                             | 3:19     |  |

| Disco 08: North Country (1971-1972) |                                                        |                                            |          |  |
| N.º                                 | Título                                                 | Intérprete(s)                              | Duración |  |
| 1.                                  | «Heart of Gold» (En directo, versión inédita)          |                                            | 3:49     |  |
| 2.                                  | «The Needle and the Damage Done» (Del álbum Harvest)   |                                            | 2:10     |  |
| 3.                                  | «Bad Fog of Loneliness» (Versión inédita)              | Neil Young & The Stray Gators              | 1:55     |  |
| 4.                                  | «Old Man» (Del álbum Harvest)                          | Neil Young & The Stray Gators              | 3:22     |  |
| 5.                                  | «Heart of Gold» (Del álbum Harvest)                    | Neil Young & The Stray Gators              | 3:22     |  |
| 6.                                  | «Dance Dance Dance» (Versión inédita)                  |                                            | 2:14     |  |
| 7.                                  | «A Man Needs a Maid» (Mezcla inédita)                  |                                            | 4:10     |  |
| 8.                                  | «Journey Through the Past» (Versión inédita)           | Neil Young & The Stray Gators              | 2:21     |  |
| 9.                                  | «Are You Ready for the Country?» (Del álbum Harvest)   | Neil Young & The Stray Gators              | 3:22     |  |
| 10.                                 | «Alabama» (Del álbum Harvest)                          | Neil Young & The Stray Gators              | 4:03     |  |
| 11.                                 | «Words (Between the Lines of Age)» (Del álbum Harvest) | Neil Young & The Stray Gators              | 15:52    |  |
| 12.                                 | «Soldier» (Mezcla inédita)                             |                                            | 3:22     |  |
| 13.                                 | «War Song» (Del sencillo de 45 RPM)                    | Neil Young, Graham Nash & The Stray Gators | 3:29     |  |

## Posición en listas
| País              | Lista                      | Posición |
| ----------------- | -------------------------- | -------- |
| Alemania          | Media Control Top-50 Chart | 96       |
| Bélgica (Flandes) | Ultratop 200 Albums        | 92       |
| Estados Unidos    | Billboard 200              | 102      |
| Estados Unidos    | Top Rock Albums            | 37       |
| Noruega           | VG-lista Albums Chart      | 18       |
| Suecia            | Albums Top 60              | 50       |